# 解碼危機
是一部2013年英國、美國和比利時合拍的惊悚片，美国于2013年4月26日上映。
據《每日電訊報》報導，演員沃倫·克拉克是本片的投資人之一，但「投資後可能虧本」，可能是導致他去世時幾乎身無分文的其一因素。

## 劇情
一名CIA秘密行動組的特工，在一次行動中不能狠心殺去無辜者，被貶職駐守一個秘密廣播電台。

## 外部連結
- 互联网电影数据库（IMDb）上《解碼危機》的资料（英文）
- Matador Pictures: The Numbers Station Retrieved 2013-02-28
- Reelz, 22 February 2013: Stranger Than Fiction: The Airwaves Are Filled with Coded Spy Messages Retrieved 2013-02-28